# Чехословачки ратни крст 1939
Чехословачки ратни крст 1939 (чеш. Československý válečný kříž 1939) је основала 20. децембра 1940. чехословачка влада у избјеглиштву. Статути су донијети 10. марта 1941. године. Њиме су награђивани чехословачки грађани, јединицe и припадници армија у иностранству, јединицама и припадницима савезничких армија, који су се истакли у борби против фашизма и нацизма током Другог свјетског рата. Одликовање је потврђено одлукама владе 1946 године. Постојао је само један степен. 
Одликовање додјељивао предсједник Републике, или министар одбране. Одликовање се могло добити само једном, свако наредно доијељивање овог одликовања обиљежавала се бронзаним гранчицама на траци.
| Орденски степени | Орденски степени  | Орденски степени  | Орденски степени      | Орденски степени   | Орденски степени |
| ---------------- | ----------------- | ----------------- | --------------------- | ------------------ | ---------------- |
| Првоносилац      | Двоструки носилац | Троструки носилац | Четвороструки носилац | Петоструки носилац |                  |

## Опис ордена
Опис: пизански крст од бронзе. Између кракова крста су два укрштена мача. У центру крста је бронзани штит са рељефним грбом Чехословачке (пропети лав који на грудима носи мањи штит са грбом Словачке). У реверсу се на штиту налази кружни медаљон са грбом Чешке постављен између бројки 1939; на крацима крста у реверсу налази се по једна рељефна рундела са хералдичким знамењима, и то горе Словачке, десно Моравске, лево Шлеске и доле Поткарпатске Русије. Крст се носи о траци ширине 39 mm, црвене боје, са пет пута поновљеним пругама бело-плаво-бело, на левој страни груди.

## Познати носиоци
- Коча Поповић
- Омар Бредли
- Двајт Д. Ајзенхауер
- Џорџ Смит Патон
- Лудвик Свобода
- Антоњин Новотни
- Андреј Гречко
- Алексеј Епишев
- Бернард Монтгомери
- Александар Родимцев
- Константин Симонов